# Haworthia chloracantha var. subglauca
"'Haworthia chloracantha var. subglauca, és una varietat de Haworthia chloracantha del gènere Haworthia de la subfamília de les asfodelòidies.															

## Descripció
Haworthia chloracantha var. subglauca és una varietat de menor producció de fillols. Es diferencia de la varietat cloracantha i de la varietat denticulifera per tenir espines més grans i disperses i color, de color verd més blavós.

## Distribució i hàbitat
Aquesta varietat rara creix al voltant de Groot-Brakrivier, a la província sud-africana del Cap Occidental, entre pastures i sovint s'amaga sota el sòl.

## Taxonomia
Haworthia chloracantha var. subglauca va ser descrita per Karl von Poellnitz i publicat a Kakteenkunde vereinigt mit dem Kakteenfreund: 137, a l'any 1937.
Etimologia
Haworthia: nom en honor del botànic britànic Adrian Hardy Haworth (1767-1833).
chloracantha: epítet llatí que significa "en forma de barca".
var. subglauca: epítet llatí que significa "gairebé glauca".
Basiònim
- Haworthia subglauca (Poelln.) M.Hayashi.[2]